# Laetilia
Laetilia é um gênero de mariposa pertencente à família Crambidae.